# Valnea Scrinari

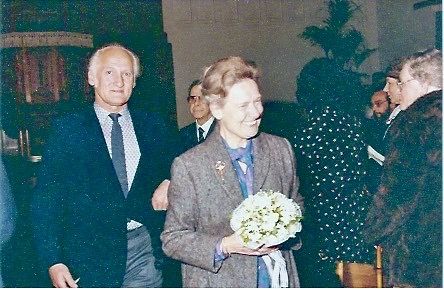
Scrinari, 1984

Valnea Santa Maria Scrinari (* 10. Januar 1922 in Triest; † Februar 2010 ebenda) war eine italienische Klassische Archäologin. Sie verbrachte nahezu ihre komplette Karriere im System der Soprintendenza per l’archeologia, le belle arti ed il paesaggio („Soprintendenzen für Archäologie, die bildenden Künste und die Landschaft“) im Staatsdienst. Hier betreute sie in ihrer Karriere mehrere Regionen und zeichnete sich nicht nur dadurch aus, sich schnell immer wieder in die jeweiligen regionalen Gegebenheiten und Erforderlichkeiten einzuarbeiten, sondern auch dadurch, dass sie sich über die engen Fachgrenzen hinweg mit der Archäologischen Bauforschung und im späteren Verlauf auch der Christlichen Archäologie auseinandersetzte und diese in ihre Forschungen einbezog.

## Leben und Leistungen
Valnea Scrinari wurde als Tochter von Valentino Scrinari, einem Offizier der Handelsmarine, und Angela Pitacco in eine gutbürgerliche Familie geboren. Der Name Valnea ist auf einen Onkel zurückzuführen, der Botaniker war. Sie schloss das Liceo Classico „F.Petrarca“ in ihrer Geburtsstadt mit Bestnoten ab. 1941 begann sie an der Universität Rom mit dem Studium und spezialisierte sich dabei auf die Archäologie. Unter dem Einfluss von Giulio Quirino Giglioli interessierte sie sich zunehmend für die Topographie des antiken Italiens. Da sie aufgrund der Kriegshandlungen 1943 nicht mehr nach Rom zum Studium zurückkehren konnte, begann sie als Archäologin am von Silvio Rutteri geleiteten Civici Musei di Trieste zu arbeiten. Sie war hier mit der Neuorganisation der archäologischen Sammlung des bedeutenden Museums beauftragt. Daneben setzte sie ihr Studium an der Universität Triest fort, wo sie 1945 bei Mario Mirabella Roberti ihren Abschluss erwarb. Ihre Abschlussarbeit trug den Titel L’architettura romana in Dalmazia. Spalato: Il Palazzo di Diocleziano (Römische Architektur in Dalmatien. Split: Diokletianpalast).
Nach dem Ende des Krieges ging Scrinari wieder nach Rom, wo sie von 1946 bis 1948 Stipendiatin der Scuola archeologica italiana di Roma war und für eine Arbeit über Capitelli romani della Venezia Giulia (Die römischen Kapitelle in Julisch Venetien) einen weiteren, spezialisierenden Abschluss erwarb. Die Arbeit brachte ihr eine erste größere Aufmerksamkeit und 1948 eine Teilnahme an der Nationalen Konferenz für Architekturgeschichte in Perugia ein. Ein vorgestelltes Projekt zur Schaffung eines Corpus der Römischen Kapitelle brachte ihr dort weitere Anerkennung ein. Massimo Pallottino, den führenden Etruskologen dieser Zeit, unterstützte sie in dieser Zeit bei dessen Arbeiten am Lexikon der Etruskologie, wobei Scrinari die Fülle des archäologischen Materials bearbeitete, und unterstützte ihn bei seiner Suche nach Beweisen, dass die Etrusker auch an der Adria siedelten. 1948 übertrug ihr das Istituto di studi romani (Institut für Römische Studien) die Aufgabe, eine Monografie über die Archäologie von Triest zu verfassen, die schließlich 1951 publiziert wurde. Ein weiterer bedeutender Karriereschritt war für Scrinari, als sie im Dezember 1951 in der von Giovanni Brusin geleiteten Soprintendenza alle Antichità di Padova als befristete Mitarbeiterin angestellt wurde. Sie war hier als Inspektorin für das Archäologische Nationalmuseum in Aquileia verantwortlich. Schnell arbeitete sie sich in die regionalen archäologischen Gegebenheiten ein, die sie von der Architektur über die Plastik, Keramik und Terrakotten bis hin zur Numismatik zu beherrschen lernte. 1954 ging sie für eine Grabung der Scuola Archeologica Italiana di Atene nach Gortyn auf Kreta, 1957 nahm sie dort noch einmal teil, ohne selbst der Scuola Archeologica anzugehören.
Ende Juni 1955 hatte Scrinari die Möglichkeit, Direktorin einer Soprintendenza zu werden, wobei sie sogar aus mehreren möglichen Stellen wählen konnte. Sie wählte Padua, da sie von dort ihre Arbeit in Aquileia noch zu Ende führen konnte. Das Museum in Aquileia wurde schließlich im September des Jahres eröffnet. Zudem konnte sie so ihre Grabungen in Julisch Venetien fortführen. 1959 wechselte Scrinari auf Bitten des Superintendenten der Soprintendenza von Rom, Giulio Jacopi, als Inspektorin zum Thermenmuseum nach Rom. Sie ging auch deshalb nach Rom, um dort in den Bibliotheken der Stadt ihre Forschungen zu den antiken Skulpturen von Aquileia zu vertiefen und unter der Leitung von Giovanni Rizza die Forschungsergebnisse aus Gortyn bearbeiten zu können. Die Endpublikation erfolgte schließlich 1968. Schon in ihrem ersten Jahr in Rom wurden bei der Erweiterung des Flughafen Rom-Fiumicino in der Nähe des rechten Pier des Hafens des Claudius fünf Schiffswracks gefunden, an deren Ausgrabung Scrinari maßgeblich beteiligt war und die heute im Museo delle Navi (Museum der Schiffe) in Fiumicino zu besichtigen sind. 1962 wurde sie in das Leitungsgremium des Centro studi per la storia dell’architettura (Zentrum für die Erforschung der Architekturgeschichte) berufen. 1963 und 1964 war sie an den italienischen, von Michelangelo Cagiano de Azevedo geleiteten Ausgrabungen von San Pawl Milqi auf Malta beteiligt, die im Rahmen der von Sabatino Moscati geleiteten Missione archeologica italiana a Malta durchgeführt wurden. Im März 1964 traf Scrinari bei den Ausgrabungen einer Nekropole in der Nähe von S. Tecla sulla Laurentina auf den für die Päpstliche Kommission für Sakrale Archäologie arbeitenden Ingenieur Mario Santa Maria, der mit dem Jesuiten und Epigraphiker Antonio Ferrua die Arbeiten überwachte. Ferrua schilderte das Aufeinandertreffen der beiden später als „Liebe auf den ersten Blick“, die zudem beider Liebe zu ihrer Arbeit noch krönte, die sie so auch mit dem Privaten verbinden konnten. Noch im August des Jahres heirateten sie. Santa Maria erweiterte Scrinaris bislang rein klassischen Blick um die Einbeziehung auch der Christlichen Archäologie. 1968 wurde sie zum korrespondierenden Mitglied der Pontificia Accademia Romana di Archeologia gewählt.
In den 1960er Jahren begann Scrinari mit ersten archäologischen Untersuchungen auf dem Lateran. Ihre zunehmend systematischen Forschungen auf einer der bedeutendsten archäologischen Stätten der Stadt sollten bis in die 1990er Jahre andauern. Dabei wurden bedeutende Funde gemacht, angefangen bei hellenistischen Gräbern über Objekte, die mit Domizia Lucilla in Verbindung gebracht werden, bis hin zu frühchristlichen Spuren. 1970 wurde sie zum Mitglied der Associazione Internazionale di Archeologia Classica di Roma gewählt. 1971 wurde sie zur Soprintendente di II classe befördert und 1972 stellvertretende Leiterin (vicario) der Soprintendenza alle Antichità di Napoli. Im Mai 1973 wurde Scrinari schließlich in Nachfolge von Valerio Cianfarani Soprintendentin der Soprintendenza alle Antichità degli Abruzzi und damit auch Leiterin des Museo archeologico nazionale d’Abruzzo. Im Zentrum ihrer Forschungen standen hier Alba Fucens (Massa d’Albe), Amiternum (Scoppito) sowie die Nekropolen von Campovalano (Campli), Alfedena und Capestrano. Sie verfasste neben einigen Museumspublikationen auch einen Führer zur römischen Stadt Alba Fucens. Einen besonderen Fokus legte sie auf die Erforschung der frühchristlichen und byzantinischen Hinterlassenschaften. In einem Haus aus dem 2. oder 3. Jahrhundert in Amiternum wurden Spuren aus der Mitte des 4. Jahrhunderts gefunden, die Rückschlüsse auf die christliche Kultpraxis der Zeit zuließen und die große Aufmerksamkeit beim IX. Internationalen Archäologenkongress in Rom im Jahr 1975 hervorriefen.
1976 wurde Scrinari Leiterin der Soprintendente archeologo di Ostia. 1979 wurde das Museo delle Navi in Fiumicino eröffnet. Im selben Jahr veröffentlichte sie eine Monografie zu den Schiffen. Zwischen 1977 und 1986 leitete sie mit Maria Antonietta Ricciardi und unterstützt von Pietro Zander sowie den Architekten des Restaurationskurses der Universität Rom die Forschungs- und Restaurierungsarbeiten in Ostia Antica, wobei besonders die Quellen, Brunnen, Nymphäen und Zisternen untersucht wurden. Letztere Forschungen gipfelten im mit Ricciardi verfassten zweibändigen Werk La Civilta dell’Acqua in Ostia Antica. Auch widmete sich Scrinari noch mehr als zuvor der Öffentlichkeitsarbeit. Als Gäste hatte sie bei Führungen in der Ruinenstätte unter anderem Johannes Paul II. und Margrethe II. von Dänemark. 1987 ging sie in den Ruhestand. Noch im selben Jahr wurde sie aufgrund ihrer Leistungen als Commendatore della Repubblica Italiana ausgezeichnet, als Komtur des Verdienstordens der Italienischen Republik. Die Auszeichnung kann als Höhepunkt der Karriere betrachtet werden. 1988 wurde sie Präsidentin der Associazione archeologica romana, auch das war eine auszeichnende, prestigeträchtige Stellung.
Die letzten Lebensjahre verbrachte Scrinari wieder in ihrer Geburtsstadt Triest. Dort wurde sie von der Associazione fra i Laureati dell’Università di Trieste, der Alumni-Vereinigung der Universität Triest, als Aulitiano dell’anno, also als Triester Persönlichkeit des Jahres, ausgezeichnet. Sie verstarb 2010 im Alter von 88 Jahren.

## Publikationen (Auswahl)
- Führer von Aquileia. Pleion di Bietti, Mailand 1968.
- mit Maria Antonietta Ricciardi: La civiltà dell’Acqua in Ostia antica. 2 Bände, Fratelli Palombi Editori, Rom 1996, ISBN 88-7621-823-8.